# 臺中市第五市場
24°08′19″N 120°40′21″E / 24.138548°N 120.672434°E
臺中市第五市場（簡稱第五市場，舊稱旭町消費市場），位於台中市西區，原為臺灣日治時期位於台中市末廣町與旭町之間的第五座新式傳統市場。建立於1937年，使用至今。

## 介紹
臺中市第五市場最初於1937年12月開設於台中市末廣町五丁目與旭町五丁目之間，命名為旭町消費市場，1938年10月在外圍設有簡易店鋪和飲食店。1938年中的平均入場人數為800人。

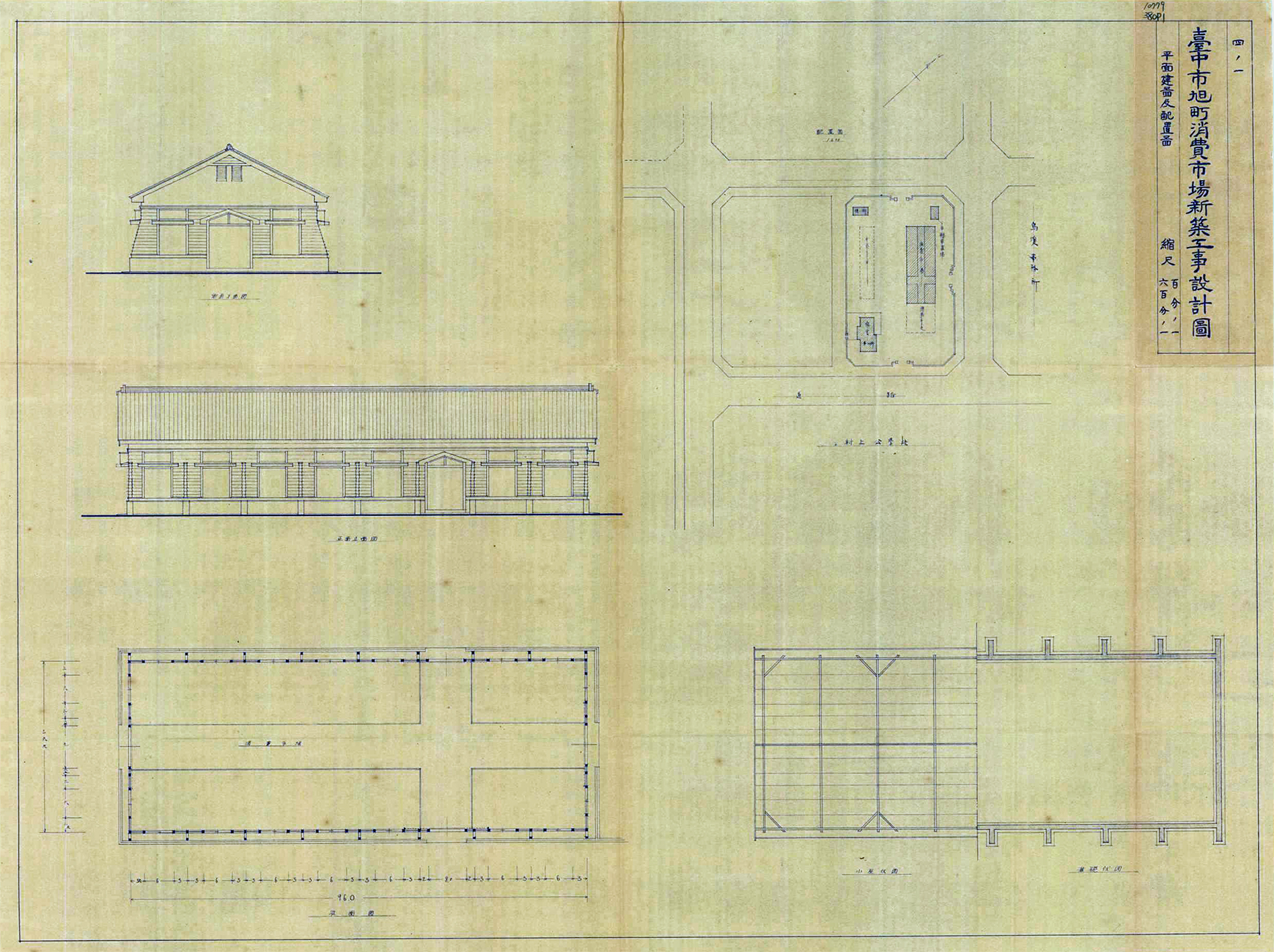
臺中市旭町消費市場設計圖

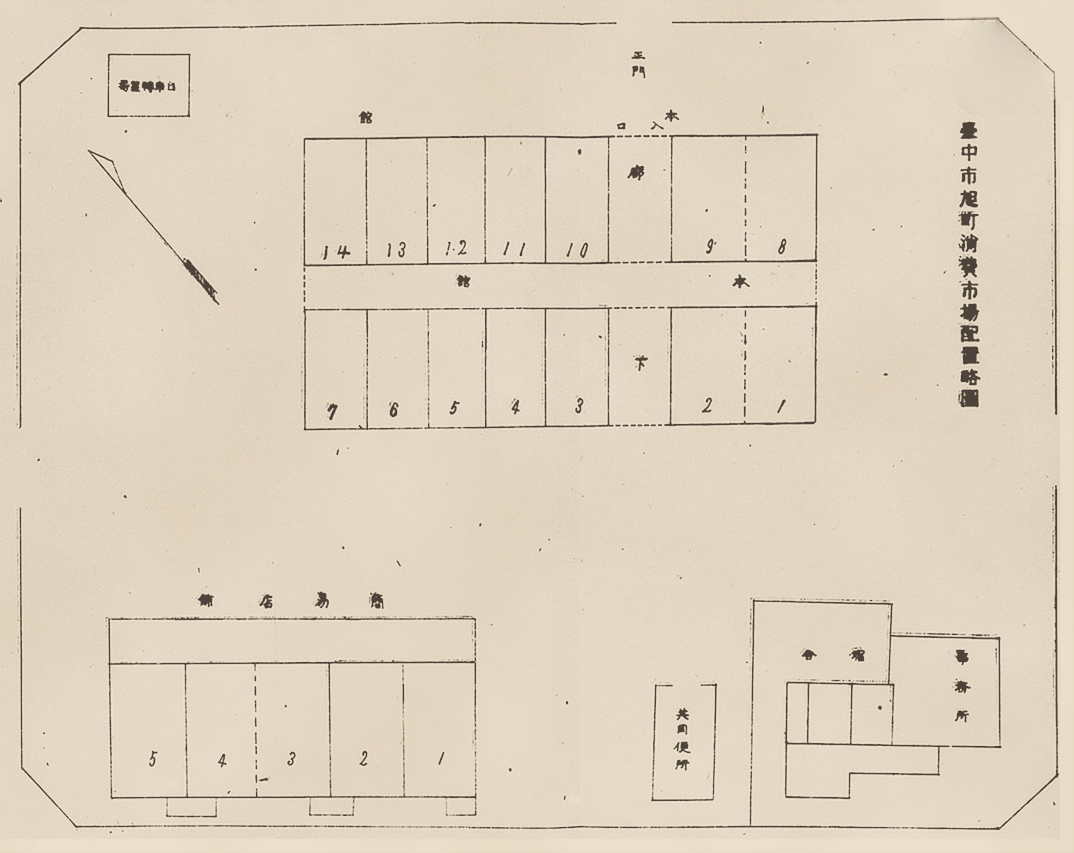
臺中市旭町消費市場平面圖

## 外部連結
- 臺中市第五公有零售市場官網 （页面存档备份，存于）
- 臺中市第五公有零售市場Facebook